# Artaserse III di Persia
Artaserse III Oco, o anche Ocho, (in antico persiano Artaxšaçrā; 425 a.C. circa – 338 a.C.) fu Gran Re dell'Impero achemenide dal 358 a.C. alla sua morte.
Succedette al padre Artaserse II, che morì all'età di novantaquattro anni, ed ebbe come successore suo figlio Arsete (noto come Artaserse IV). Il suo regno fu contemporaneo a quello di Filippo II di Macedonia e a quello di Nectanebo II in Egitto.
Prima di salire al trono svolse i ruoli di satrapo e comandante nell'esercito del padre. Artaserse pervenne al trono dopo che uno dei suoi fratelli fu condannato a morte, un altro morì suicida e un terzo fu fatto uccidere dal padre stesso. Non appena giunto al potere eliminò la maggior parte degli altri familiari allo scopo di rendere maggiormente sicura la propria posizione.
Dal punto di vista militare il regno di Artaserse fu caratterizzato dalla repressione di numerose rivolte scoppiate nell'impero e da due campagne aventi come scopo la conquista dell'Egitto, conquista che si realizzò solo nel 343 a.C. con la seconda di queste, dopo il fallimento del primo tentativo a causa di una rivolta in Fenicia.
Durante gli ultimi anni di vita dovette confrontarsi con il crescente potere di Filippo II di Macedonia impegnato nel tentativo di convincere le città greche a ribellarsi contro l'impero achemenide.
Alla fase finale del suo regno è anche ascrivibile il rinnovato interesse per la città di Persepoli dove si fece costruire un nuovo palazzo e dove fece erigere la sua tomba.
Secondo quanto riportato dallo storico greco Diodoro Siculo Artaserse III sarebbe stato avvelenato dal suo ministro Bagoas benché una tavoletta in caratteri cuneiformi, ora conservata al British Museum suggerisca la possibilità che sia morto per cause naturali.
Le fonti sono generalmente concordi nel definire Artaserse III come il più spietato tra i sovrani persiani, capace di sterminare l'intera sua famiglia in un giorno solo, nonché succube, quantomeno verso la fine del suo regno, dell'influenza dei suoi consiglieri, in particolare Bagoa.

## Re di Persia

### Il nome

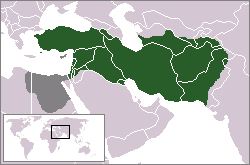
L'estensione dell'impero persiano al termine del regno di Artaserse III. In grigio le parti da lui conquistate

Oco fu il suo nome prima di salire al trono e Artaxšaçrā buon governante, o perfetto, o Arta onorato + Xerses re, fu il titolo adottato quando succedette al padre nel 358 a.C.
In Iran è noto come Ardeshir III (اردشیر سوم Artaserse in persiano moderno) mentre nelle iscrizioni babilonesi è indicato come Umasu, chiamato Artakshatsu. La stessa forma (probabilmente pronunciata Uvasu) ricorre nella versione siriana del Canone dei Re.

### I primi anni di vita e l'ascesa al trono
Prima di salire al trono Oco svolse incarichi come satrapo e comandante nell'esercito, in particolare combatté in Siria nel tentativo, fallito, di contrastare l'avanzata dei ribelli durante la "rivolta dei satrapi". Nel 359 a.C. fu al comando di una spedizione di rappresaglia contro l'Egitto a causa di un fallito attacco egizio nella regione costiera della Fenicia. Nel 358 a.C. quando Artaserse II morì all'età di novantaquattro anni, apparentemente per un attacco di cuore, essendo già morti, per varie cause, i fratelli maggiori Dario e Ariaspe, e Tiribazo, Oco gli succedette sul trono. Uno dei suoi primi ordini fu quello di eliminare più di 80 familiari in modo da rendere maggiormente sicura la propria posizione come imperatore.
Represse una rivolta dei Cadusii in Armenia, risottomettendoli e facendoli entrare nell'esercito achemenide.
Nel 355 a.C. Artaserse ordinò alle satrapie dell'Asia Minore di lasciare i mercenari greci per ridurre la possibilità di ribellioni, ma il satrapo Artabazo si rifiutò con Oronte di Misia; motivo per cui l'imperatore mandò 20000 uomini in Frigia.
Artabazo chiese ad Atene, a Tebe e all'Egitto di inviare delle truppe, che risposero inviando il generale Pammene e 5000 uomini in aiuto.
Inizialmente vinse la battaglia contro i Persiani ma poi, accusato di avere simpatie per i Persiani per la amicizia che aveva Tebe per loro, Pammene fu costretto ad andare e lasciò l'esercito al fratello di Artabazo, Oxitra.
L'anno seguente fu Artaserse a sconfiggere i ribelli e a disperderne le forze. Oronte fu perdonato mentre Artabazo fuggì presso la corte di Filippo II di Macedonia.
Nel 355 a.C. Artaserse costrinse Atene a concludere un trattato di pace in cui la città greca accettava di abbandonare l'Asia Minore e riconosceva l'indipendenza degli alleati che le si erano ribellati.

### La prima campagna contro l'Egitto
Intorno al 351 a.C. Artaserse intraprese il tentativo di riconquistare l'Egitto che aveva riottenuto la propria indipendenza durante il regno di Artaserse II. Raccolto un notevole esercito il re marciò verso la valle del Nilo impegnando il sovrano egizio, Nectanebo II. Dopo circa un anno di combattimenti gli egizi, grazie al contributo dei generali greci Diofanto e Lamio inflissero una pesante sconfitta alle forze persiane che furono costrette alla ritirata.
Artaserse dovette quindi sospendere il suo progetto di riconquista anche in seguito all'innescarsi di una ribellione in Asia Minore.

### La ribellione di Cipro e Sidone
Approfittando della sconfitta subita da Artaserse in Egitto i governanti della Fenicia, dell'Asia Minore e di Cipro dichiararono la loro indipendenza. Nel 353 a.C. Artaserse ordinò a Idreo, principe della Caria, di attaccare i ribelli ciprioti fornendogli 8 000 mercenari greci e quaranta triremi al comando di Focione l'Ateniese ed Evagora, figlio di Evagora il vecchio, re di Cipro. In seguito al successo di Idreo il re persiano ordinò ai satrapi di Siria e di Cilicia, Belesys e Mezseus, di conquistare Sidone e di prendere il controllo della Fenicia. Questa seconda parte del piano di Artaserse non ebbe successo, Tennes, re di Sidone, grazie anche all'aiuto di 4 000 mercenari greci al comando di Mentore di Rodi inviati da Nectanebo II, sconfisse entrambi i satrapi costringendo le forze persiane a lasciare la regione.
Dopo questi fatti Artaserse decise di affrontare direttamente i ribelli e si mise alla testa di un imponente esercito e intorno al 345 a.C. partendo da Babilonia ebbe infine ragione della ribellione.

Secondo la tradizione infine Tennes tradì la sua città provocando la reazione della popolazione che dette alle fiamme la città stessa sacrificando sé stessa in un suicidio di massa. Tale tradizione non ha però effettivi riscontri storici in quanto Sidone continuò a esistere e a rimanere un importante centro urbano.
Mentore di Rodi al termine della ribellione passò al servizio di Artaserse diventandone uno dei più validi generali.

### La riconquista dell'Egitto
La sconfitta di Sidone fu immediatamente seguita dall'invasione dell'Egitto. Nel 343 a.C. Artaserse schierò oltre al suo esercito (valutato in ben 300 000 soldati) ben 14 000 mercenari greci forniti dalle città dell'Asia Minore (6 000 soldati), da Argo (3 000 soldati), da Tebe (1 000 soldati) insieme a Lacrate, oltre ai 4 000 mercenari al comando di Mentore. L'esercito persiano venne suddiviso in tre corpi con alla testa di ciascuno un persiano e un greco. I comandanti greci furono Lacrate di Tebe, Mentore di Rodi e Nicostrato di Argo e quelli persiani furono Rossace, Aristazane e Bagoas.

Alla forza d'invasione Nectanebo II poté opporre circa 100 000 uomini di cui circa 20 000 costituiti da mercenari greci. In una prima fase l'esercito egizio si schierò nel delta del Nilo a bloccare il passaggio del fiume sfruttando anche l'appoggio della marina ma, anche a causa di dissapori scoppiati tra egizi e greci, Nectanebo fece ritirare parte dell'esercito su Menfi prima ancora che il passaggio del fiume fosse veramente forzato causando così la completa disfatta delle forze egizie.
Persa anche Menfi il sovrano egizio fuggì verso sud scomparendo dalla storia per ricomparire nelle leggende come padre di Alessandro III di Macedonia visto come il vendicatore nei confronti dei persiani.
Artaserse ritornò a Persepoli prima della completa sottomissione dell'Egitto che affidò al satrapo Ferendares.

### Gli ultimi anni

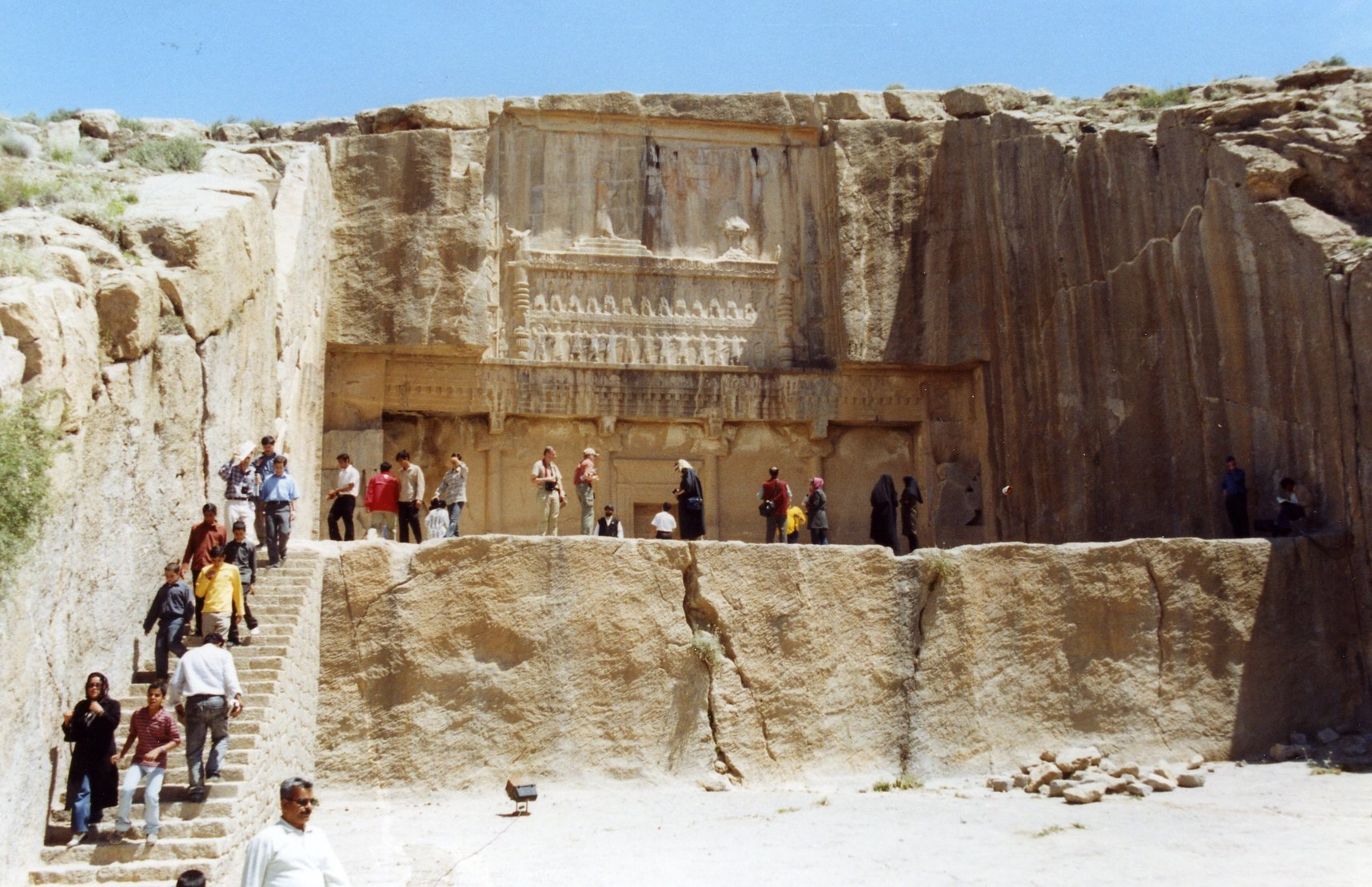
La tomba di Artaserse III a Persepoli

Dopo la conquista dell'Egitto non vi furono rivolte o ribellioni di una qualche rilevanza contro Artaserse. Mentore e Bagoas, i due generali che si erano messi in luce durante la campagna nella valle del Nilo furono elevati a rilevanti posti di potere. Mentore ebbe il rango di governatore della regione costiera asiatica, con l'incarico di reprimere alcune ribellioni minori in quella regione; Bagoas fu inizialmente incaricato di gestire le satrapie orientali dell'impero, dopo di che divenne il principale ministro di Artaserse a Persepoli. Nel 341 a.C. il re soggiornò a Babilonia ove dette fece eseguire lavori di ampliamento del palazzo di Nabucodonosor II.
Nel 340 a.C. Artaserse inviò rinforzi al principe tracio Cersoblepte per aiutarlo a mantenere la sua indipendenza nei confronti di Filippo II di Macedonia che stava assediando la città di Perinto ma non aiutò Atene e Tebe nei confronti del sovrano macedone.
Nel 338 a.C., secondo quanto riporta la tradizione storica, Bagoas, con la collaborazione di un medico, avvelenò Artaserse Oco per mettere al suo posto uno dei suoi figli, Arsete.

## Re dell'Egitto
Artaserse III, pur cingendo la doppia corona, non completò personalmente la conquista dell'Egitto, azione che lasciò a uno dei suoi satrapi. La tradizione attribuisce anche a lui, come già a Cambise II, atti di efferata crudeltà e di empietà verso le divinità egizie, come aver banchettato con le carni dell'ariete di Mende.
Secondo Diodoro Siculo i templi egizi furono derubati dei loro libri sacri che vennero poi restituiti da Bagoas dietro il pagamento di notevoli riscatti.
Durante il soggiorno di Artaserse in Egitto vennero coniate un grande numero di monete d'argento a imitazione di quelle ateniesi. Questa monetazione è riconoscibile dalla presenza del nome del re, sul retro, in caratteri egizi. Il testo recita: Faraone Artaserse. Vita, prosperità, salute.